# Marc Boone

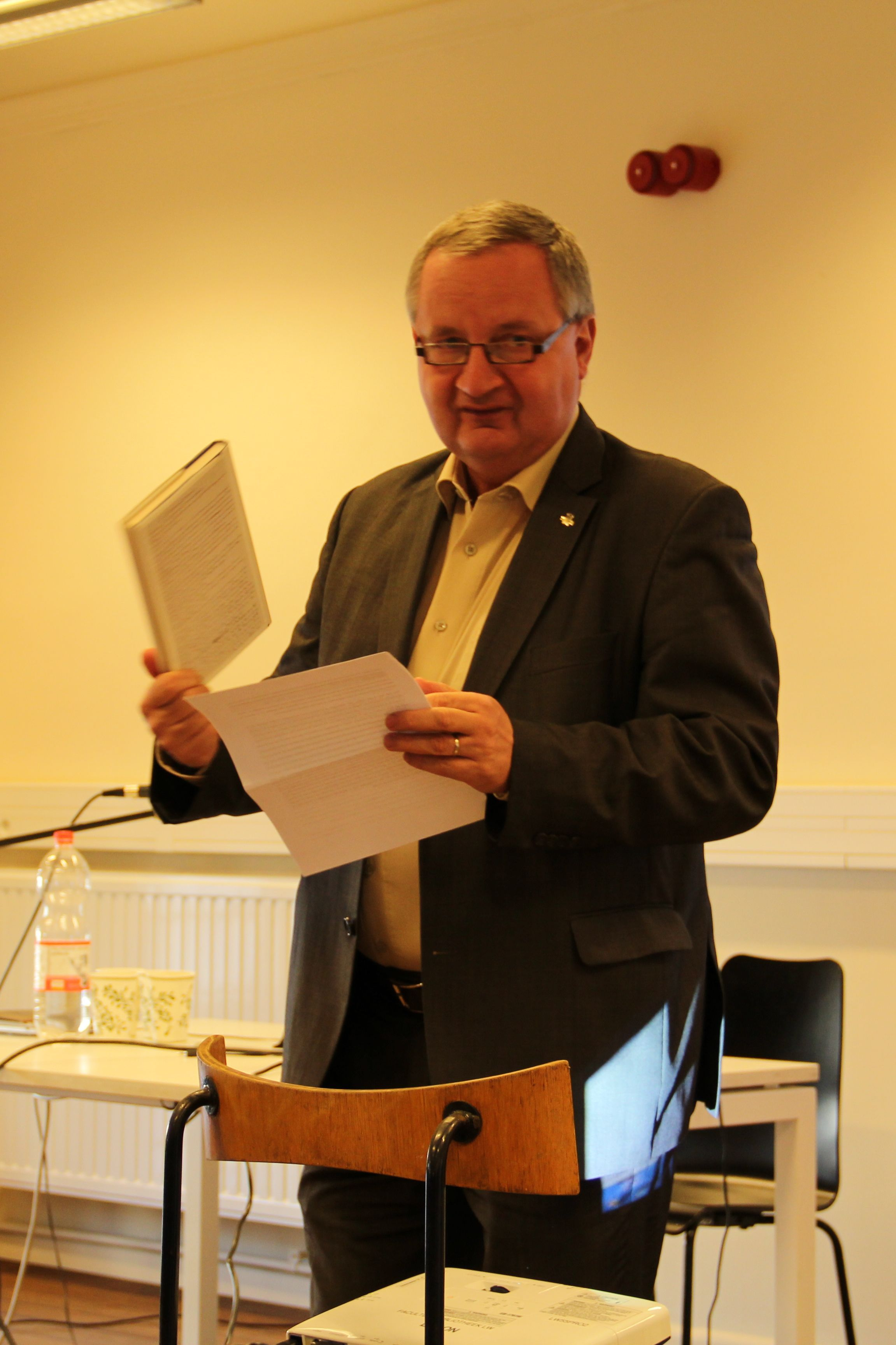
Marc Boone (2014)

Marc Boone (Gent, 19 november 1955) is een Belgisch gewoon hoogleraar middeleeuwse geschiedenis aan de Universiteit Gent. Hij doceerde er onder andere het vak historische kritiek en is bij studenten bekend om zijn volzinnen van grote omvang en complexiteit. Boone heeft ook onderzoek gevoerd naar de stadgeschiedenis van Gent. Hij trad in 2012 aan als decaan van de faculteit Letteren en Wijsbegeerte, waar hij de ethicus Freddy Mortier opvolgde. Op 30 september 2021 ging Boone op emeritaat.
Marc Boone doctoreerde in 1987 aan de Rijksuniversiteit Gent en was van 1999 tot 2021 hoogleraar aan de universiteit. Hij is tegenwoordig verbonden aan de onderzoeksgroepen City and Society of the Low Countries en het Henri Pirenne-Instituut voor Middeleeuwse geschiedenis. Boone is onder andere ook voorzitter van de vzw Maatschappij voor Geschiedenis en Oudheidkunde te Gent en lid van de Koninklijke Vlaamse Academie van België voor Wetenschappen en Kunsten van België.
Sinds 2010 is Boone commandeur in de Kroonorde.

## Wetenschappelijke publicaties (selectie)[6]
- M. Boone, Gent en de Bourgondische hertogen, ca. 1384 - ca. 1455. Een sociaal-politieke studie van een staatsvormingsproces, Brussel, 1990, [Verhandelingen van de koninklijke academie voor wetenschappen, letteren en schone kunsten van België, Klasse der Letteren, jaargang 52, 1990, nr. 133], 281 pp.
- M. Boone, A la recherche d’une modernité civique. La société urbaine des anciens Pays-Bas au bas Moyen Age, Brussel, Editions de l’université de Bruxelles, 2010, 191 pp.
- M. Boone, "Urban space and political conflict in Late Medieval Flanders" in Journal of Interdisciplinary History, XXXII, 2002, 621-640 pp.

- Bibsys: 90587807
- Bibliothèque nationale de France: cb120225043 (data)
- Catàleg d'autoritats de noms i títols de Catalunya: 981058511546206706
- CiNii: DA07376831
- Digitale Bibliotheek voor de Nederlandse Letteren: boon041
- Gemeinsame Normdatei: 131791265
- International Standard Name Identifier: 0000 0001 2148 1585
- Library of Congress Control Number: n81134180
- Nationale Bibliotheek van Letland: 000296547
- Bibliotheek van het Japanse parlement: 001159904
- Nationale Bibliotheek van Tsjechië: jo2014841301
- Nationale Bibliotheek van Israël: 987007258828405171
- Nationale Bibliotheek van Polen: a0000002765018
- Nederlandse Thesaurus van Auteursnamen: 069321035
- Système universitaire de documentation: 028377486
- Virtual International Authority File: 113133381
- WorldCat: E39PBJkMJqrjwqMtKwdFrwvrbd